# Nappi
Nappi is een inheems dorp van het Macushivolk in Upper Takutu-Upper Essequibo regio van Guyana. Het bevindt zich 32 km van de hoofdplaats Lethem in het noorden van de Rupununi in de schaduw van het Kanukugebergte.

## Geschiedenis
Nappi werd rond 1800 gesticht door Karu’ku and Nan’pi, twee inheemsen die een stammenoorlog aan de Rio Negro in Brazilië ontvluchtten. Het Kanukugebergte werd vernoemd naar Karu’ku en Nappi naar Nan’pi. Het dorp werd op 28 mei 1838 bezocht door Robert Schomburgk. Een gedeelte van het dorp Crashwater was naar Nappi gevlucht toen missionarissen verschenen. maar in 1958 werd een katholieke basisschool geopend, en in 2010 identificeerde de meerderheid zich als christelijk.

## Overzicht
De moedertaal van bevolking is Macushi met Engels als tweede taal. De economie is gebaseerd op landbouw. In het verleden werd ook balata getapt in het gebied. Er is gratis Wi-Fi, een reservoir voor drinkwater, en er zijn dieselgeneratoren en zonnecellen voor de elektriciteit. Nappi heeft twee satellietdorpen: Parishara en Hiawa. Sinds 2020 kan het met de auto worden bereikt vanaf Lethem. Nappi heeft een traditioneel bestuur. In 2021 was Guy Fredricks de Toshao (dorpshoofd).
Aishalton · Dadanawa Ranch · Kanashen · Karasabai · Lethem · Nappi · St. Ignatius